# Kanton Alençon-2
Alençon-2 is een kanton van het Franse departement Orne. Het kanton maakt deel uit van het arrondissement Alençon.
Het kanton omvatte tot 2014 uitsluitend een (zuidwestelijk) deel van de gemeente Alençon.
Na de herindeling van de kantons bij decreet van 25 februari 2014, met uitwerking op 22 maart 2015, omvat het kanton:
- een ander ( nu zuidelijker ) deel van de gemeente Alençon
- Saint-Germain-du-Corbéis dat werd overgeheveld uit kanton Alençon-1.